# Alesia Zajcawa
Alesia Michajłauna Zajcawa (błr. Алеся Міхайлаўна Зайцава; ros. Алеся Михайловна Зайцева, Alesia Michajłowna Zajcewa; ur. 14 sierpnia 1985 w obwodzie brzeskim) – białoruska badmintonistka, olimpijka.

## Kariera
Mistrzyni Białorusi i zwyciężczyni w turnieju Slovak International. W 2012 reprezentowała swój kraj na igrzyskach w Londynie - odpadła w fazie grupowej. 
Występowała w  polskiej Victor Ekstraklasie reprezentując Hubala Białystok.